# Geschichte Surinames

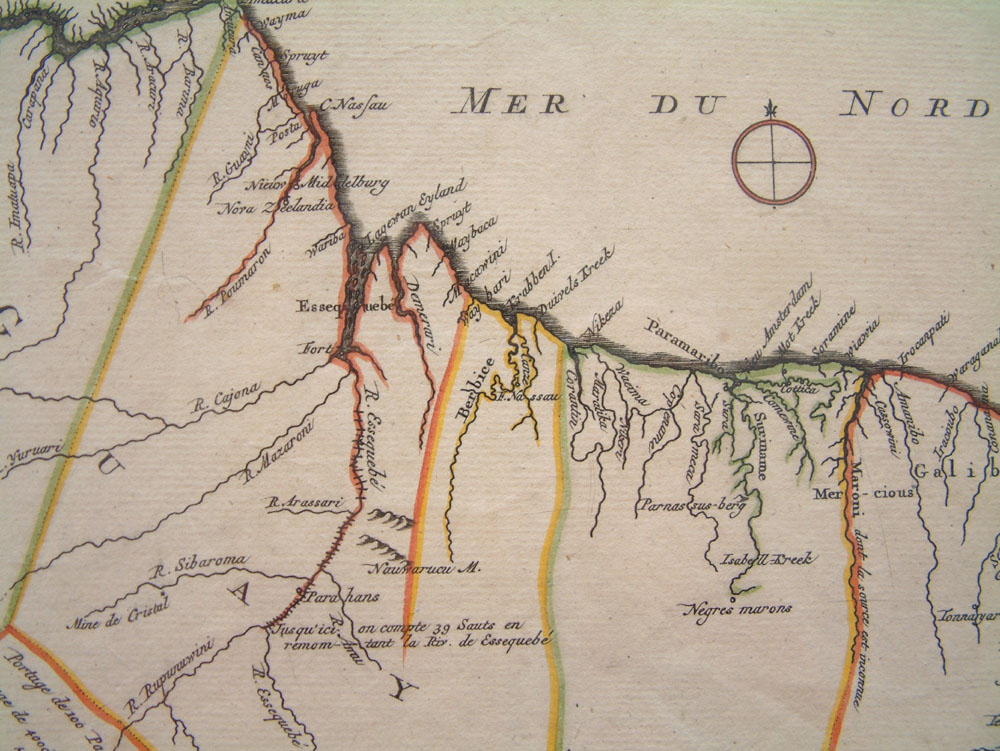
Frühe Karte Surinams

Flagge der Republik Suriname

Die Geschichte Surinames umfasst die Entwicklungen auf dem Gebiet der heutigen Republik Suriname von der Urgeschichte bis zur Gegenwart.

## Präkolumbische Zeit
Ihre Anfänge datieren auf 3000 vor Christus, als die ersten Indios das Gebiet besiedelten. Das heutige Suriname war die Heimat vieler verschiedener indigener Kulturen. Die größten Stämme waren die Arawak, ein nomadisches Küstenvolk, das von der Jagd und vom Fischfang lebte, und die Kariben. Die Arawak (Kali'na) waren die ersten Bewohner Surinames, die Kariben erschienen später und unterwarfen die Arawak, indem sie den Vorteil ihrer Segelschiffe nutzten. Sie siedelten in Galibi (Kupali Yumï, deutsch „Baum der Vorfahren“) an der Mündung des Marowijneflusses. Während die größeren Stämme der Arawak und Kariben an der Küste und in den Savannen lebten, gab es auch kleinere Gruppen im dichten tropischen Regenwald des Hinterlands, etwa die Akurio, Trió, Wayarekule, Warrau und Wayana.

## Frühe europäische Einflüsse
Als erster Europäer entdeckte Christoph Columbus 1498 die Küste, 1499 erkundete eine Expedition unter dem Kommando von Amerigo Vespucci und Alonso de Ojeda die Küste genauer. Vicente Yáñez Pinzón erforschte 1500 das Landesinnere. Später kamen niederländische Händler, die das Gebiet im Zuge einer Reise entlang Südamerikas wilden Küsten besuchten, sie versuchten als Erste, eine Niederlassung zu gründen, darunter Abraham van Peere 1627 und Jacob Conijn 1632. Weitere Besiedlungsversuche Surinames durch Europäer finden sich im Jahr 1630, als englische Siedler unter Captain Marshall versuchten, eine Kolonie zu gründen. Sie kultivierten Tabakpflanzen, doch das Projekt schlug fehl.
Im Jahre 1651 wurde von Lord Francis Willoughby, dem Gouverneur von Barbados, der zweite Versuch unternommen, eine englische Siedlung einzurichten. Die Expedition wurde von Anthony Rowse angeführt, der eine Kolonie gründete und sie 'Willoughbyland' nannte. Sie bestand aus etwa 500 Zuckerrohrplantagen und einem Fort (Fort Willoughby). Die Kolonisten ruinierten die vorfindliche Natur und ließen die Wälder abholzen. Die meiste Arbeit wurde von den 2.000 afrikanischen Sklaven verrichtet, mit denen auch neue Mückenplagen aus Afrika importiert wurden. Weiße lebten ungefähr 1000 dort, zu denen sich bald andere Europäer und brasilianische Juden hinzugesellten.

## Niederländische Kolonialherrschaft (1667–1954)
Am 27. Februar 1667 wurde die Siedlung im Zuge des Zweiten Englisch-Niederländischen Seekriegs von Niederländern aus Zeeland besetzt, die von Abraham Crijnssen geführt wurden. Nach kurzem Beschuss wurde Fort Willoughby unter Gouverneur William Byam erobert und in Fort Zeelandia umbenannt. Crijnssen sicherte den Siedlern der Kolonie die gleichen Rechte wie unter englischer Herrschaft, beispielsweise Recht auf freie Glaubensausübung für die jüdischen Siedler. Er ernannte Maurits de Rama, einen seiner Kapitäne, zum Gouverneur und ließ 150 Soldaten zum Schutz der neueroberten Kolonie zurück.
Am 31. Juli 1667 wurde der Frieden von Breda geschlossen, der neben den Friedenskonditionen den Niederländern Guyana zusprach und dafür den Engländern Neu-Amsterdam (heute New York City). Willoughbyland wurde in der Folge in Niederländisch-Guayana umbenannt; dieses Arrangement wurde 1674 mit dem Vertrag von Westminster offiziell, nachdem die Briten Suriname 1667 wiedererobert und erneut verloren und die Niederländer 1673 Neu-Amsterdam noch einmal besetzt hatten. Die Niederländer vervielfachten die Zahl der Sklaven und behandelten sie noch schlechter als die Engländer vor ihnen.

### Maroons

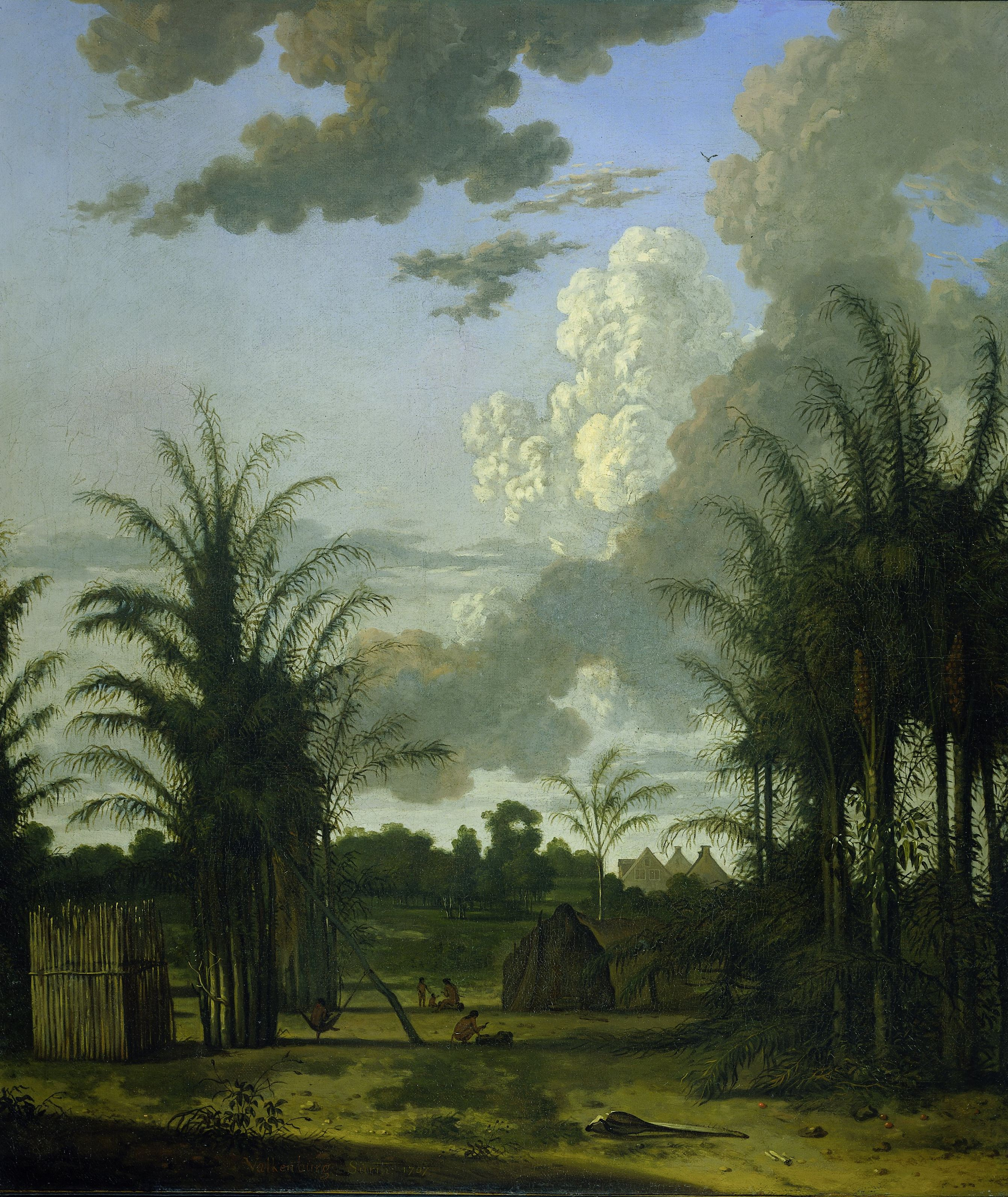
Dirk Valkenburg, Plantage in Surinam (1707)

In der ersten Hälfte des 18. Jahrhunderts blühte die Landwirtschaft in Suriname, angebaut wurden vor allem Kaffee, Kakao, Tabak, Zucker und Indigo. Der Großteil der Arbeit auf den Pflanzungen wurde von etwa 60.000 afrikanischen Sklaven, hauptsächlich aus den heutigen Staaten Ghana, Benin, Angola und Togo, verrichtet, die meist schlecht behandelt wurden; viele Sklaven flohen deshalb in die Urwälder, wo sie Gemeinschaften bildeten, die wie Stämme organisiert waren bzw. sind. Diese Maroons (in Suriname auch als Bosnegers bekannt) kehrten oft in die kolonisierten Gebiete zurück, um Plantagen zu überfallen.
Berühmte Anführer der Maroons aus Suriname waren Boni (ca. 1730–1793), Alabi (ca. 1743–1820) und Kapitein Broos (1821–1880). Sie bildeten eine Art Puffer zwischen den Europäern, die an der Küste und den Hauptflüssen siedelten, und den noch nicht unterworfenen indigenen Völkern des Hinterlandes. Eine zeitgenössische Beschreibung dieser Situation in Suriname kann in der Erzählung John Gabriel Stedmans von einer fünfjährigen Strafexpedition gegen aufständische Schwarze (1773–1777) gefunden werden. Am 10. Oktober 1760 unterzeichnete die Kolonialverwaltung einen ersten Friedensvertrag mit entflohenen Sklaven vom Stamm der Ndyuka. Seit 2011 ist der 10. Oktober als Dag der Marrons (Tag der Maroons) ein staatlicher Feiertag. 1762 folgte der Friedensschluss mit der anderen großen Gruppe der „weglopers“ (der Weggelaufenen), den Saramaccanern. Die Maroons haben sehr zur Abschaffung der Sklaverei beigetragen.

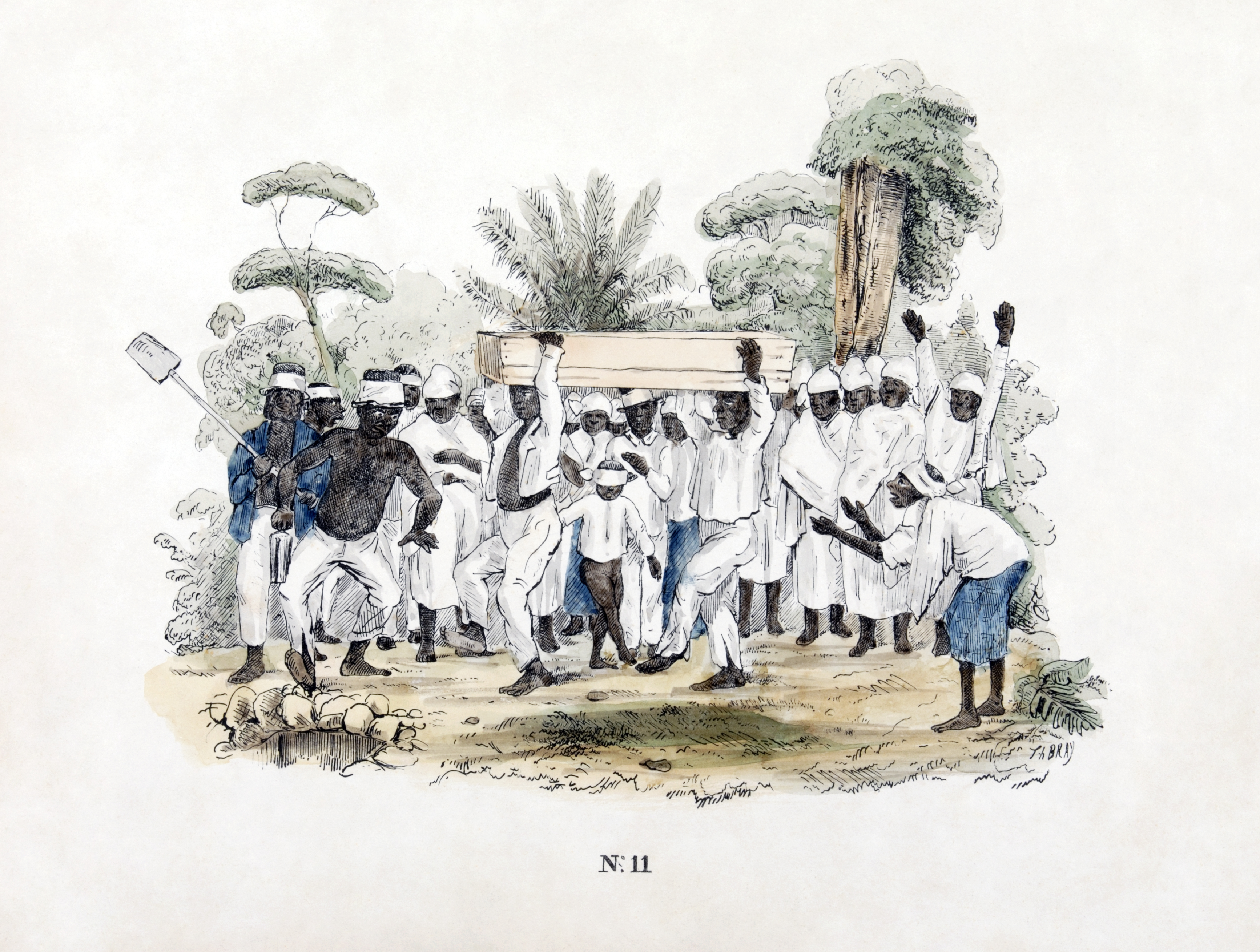
Sklavenbeerdigung auf einer Plantage (1840er-Jahre)

Nachdem sich Frankreich 1799 die Niederlande einverleibt hatte, wurde Guyana erneut von den Briten besetzt. Beim Wiener Kongress wurde 1815 festgelegt, dass die Engländer das heutige Guyana behielten und den Niederländern Suriname zurückgaben.

### Abschaffung der Sklaverei und weitere Entwicklung
Die Niederländer schafften die Sklaverei als letzte europäische Nation erst 1863 ab. Die Sklaven wurden erst 1873 freigelassen; bis dahin verrichteten sie bezahlte, aber obligatorische Arbeit auf den Plantagen (die Zeit der sogenannten zehnjährigen Staatstoezicht). Währenddessen waren viele Kontraktarbeiter aus Asien gekommen, vor allem Chinesen. Nach 1873 wurden viele Hindus als Arbeiter aus Indien nach Suriname gebracht; diese Emigration wurde jedoch 1916 von Mohandas Gandhi beendet. Ab diesem Jahr kamen wieder viele Menschen aus Niederländisch-Ostindien, vor allem von Java. Auch aus China kamen mehr oder weniger regelmäßig Einwanderer nach Niederländisch-Guayana. So entwickelte Suriname sich zu einem Vielvölkerstaat, in dem Kreolen (37 %) sowie Menschen indischer (etwa 35 %), indonesischer (14 %) und chinesischer Herkunft zusammenlebten.
Schon vor dem Ersten Weltkrieg wurden die natürlichen Ressourcen Surinames wie Kautschuk, Gold und Bauxit entdeckt. Die US-amerikanische Firma Alcoa erwarb 1916 die Rechte auf ein großes Gebiet südlich der Hauptstadt, wo Bauxit gefunden wurde. Während des Zweiten Weltkrieges wurde die niederländische Kolonie am 25. November 1941, abgestimmt mit der niederländischen Exilregierung, von den Vereinigten Staaten besetzt, u. a. um die Bauxitminen zu schützen.
Am 9. Dezember 1948 führte man das allgemeine Wahlrecht ein; auch Frauen waren wahlberechtigt. Die Abgeordnetenzahl erhöhte sich auf 21.

## (Weg zur) Unabhängigkeit
1954 gewannen Suriname und die Niederländischen Antillen durch das Königreichstatut eine eingeschränkte Selbstverwaltung; die Niederländer führten jedoch die Verteidigungs- und die auswärtigen Angelegenheiten selber weiter.
1973 startete die Lokalverwaltung, von der großen kreolisch-javanischen Koalition (zwischen NPS und KTPI) geführt, Verhandlungen über die volle Unabhängigkeit, welche am 25. November 1975 in Kraft trat. Bei der Unabhängigkeit im Jahr 1975 wurde das aktive und passive Frauenwahlrecht bestätigt.
Die Niederländer richteten ein Hilfsprogramm mit dem Gegenwert von 1,5 Milliarden US-Dollar ein, das bis 1985 laufen sollte. Der erste Präsident des jungen Staates wurde Johan Ferrier, der bisherige Gouverneur und Henck A. E. Arron, der Führer der NPS (Nationale Partei Suriname), bekam den Posten als Premierminister. Etwa ein Drittel der Bevölkerung emigrierte in die Niederlande, fürchtend, dass der kleine Staat nicht überlebensfähig sein würde.

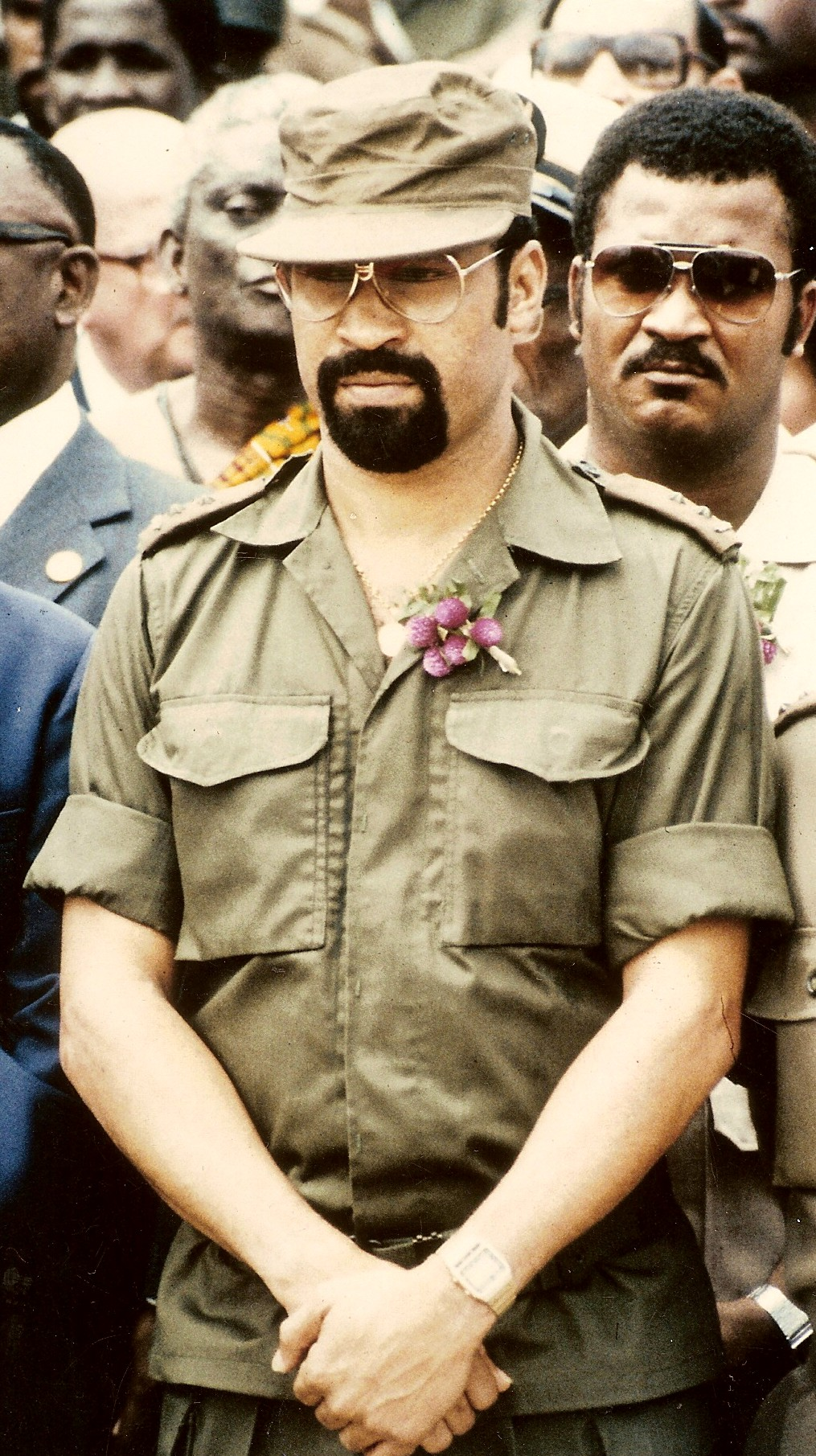
Desi Bouterse

## Staatsstreich 1980 und Militärdiktatur bis 1987
Am 25. Februar 1980 wurde die kreolisch dominierte Regierung von Henck Arron in einem von Oberstabsfeldwebel Desi Bouterse geführten Militärputsch, auch Sergeantencoup genannt, wegen Korruptionsverdachts gestürzt. Präsident Ferrier weigerte sich, die neuen Machthaber anzuerkennen, nämlich den vom Feldwebel Badrissein Sital geführten Nationalen Militärrat (NMR). Weitere Mitglieder des NMR waren Bouterse (auf dem Weg zum Befehlshaber), Oberfeldwebel Roy Horb, Feldwebel Laurens Neede, Leutnant Michel van Rey (als einziger mit Offiziersausbildung) und drei weitere Unteroffiziere. Die Wahlen, die für den 27. März 1980 vorgesehen waren, wurden abgesagt und überraschend wurde der parteipolitisch weitgehend inaktive Arzt Henk Chin A Sen zum Ministerpräsidenten ernannt.
Nachdem auf Initiative Bouterses drei Ratsmitglieder, nämlich der Vorsitzende Badrissein Sital, Chas Mijnals und Stanley Joeman unter der Anklage, einen Gegen-Putsch zu planen entwaffnet und verhaftet worden waren, wurde am 13. August 1980 der Notstand ausgerufen, die Verfassung außer Kraft gesetzt und das Parlament aufgelöst. Präsident Ferrier, der seit 1975 an der Macht gewesen war, wurde vom Militär aus dem Amt gedrängt, das dann auch an Chin A Sen fiel. Später folgte ein weiterer Staatsstreich, bei dem die Armee Ferrier durch Chin A Sen ersetzte. Das Militair-Gezag (Militärkommando), bestehend aus Bouterse und Horb, drang damit auch offiziell in den innersten Zirkel der Macht ein.
Am 4. Februar 1982 trat Chin A Sen wegen Differenzen mit dem NMR über den wirtschaftlichen und politischen Kurs zurück, er wurde durch den Juristen und Politiker Ramdat Misier ersetzt. Diese Entwicklungen waren der Bevölkerung weitgehend willkommen, die erwartete, dass die neue armeegestützte Regierung der Korruption ein Ende setzen und den Lebensstandard erhöhen würde – obwohl die Regierung Oppositionsparteien verbot und mit der Zeit immer diktatorischer regierte. Die Niederländer akzeptierten die neue Regierung zu Beginn, doch die Beziehungen zwischen Suriname und den Niederlanden kollabierten, als die Armee am 8. Dezember 1982 im Fort Zeelandia 15 Oppositionsmitglieder standrechtlich ohne jede Form eines Prozesses erschoss. Diese Ereignisse sind auch als „Dezembermorde“ bekannt (Decembermoorden auf Niederländisch). Die Niederländer und Amerikaner unterbrachen aus Protest ihre Hilfslieferungen, was zur Folge hatte, dass Bouterse sich bei Ländern wie Grenada, Nicaragua, Kuba und Libyen nach Hilfe umsah.
Am 25. November 1985, dem zehnten Jahrestag der Unabhängigkeit, wurde das Verbot von Oppositionsparteien aufgehoben, und man begann eine neue Verfassung zu entwerfen. Dieser Prozess wurde jedoch im folgenden Jahr stark behindert, als eine Art Guerillakampf der Maroons gegen die Regierung begann. Die Guerilleros aus dem Landesinneren nannten sich selbst Jungle Commando und wurden von Ronnie Brunswijk, einem ehemaligen Leibwächter Bouterses, angeführt. Die Regierungstruppen unter Bouterse selbst versuchten, den Aufruhr gewaltsam zu unterdrücken, indem sie Dörfer anzündeten, wie am 29. November 1986 in Moiwana geschehen, als das Haus Brunswijks niedergebrannt wurde und mindestens 35 Menschen ums Leben kamen, vor allem Frauen und Kinder. Viele Maroons flohen nach Französisch-Guyana. Der Krieg wurde allgemein sehr brutal geführt, beispielsweise wurde die Stadt Albina fast völlig zerstört; insgesamt starben fast 1000 Menschen.
Nach den im Mai 2007 veröffentlichten Tagebüchern von Ronald Reagan (The Reagan Diaries) hatte die niederländische Regierung 1986, nach dem Massaker in Moiwana, ein militärisches Eingreifen in Suriname untersucht. Den Haag wollte so das Militärregime von Desi Bouterse stürzen. Hierzu richtete Den Haag ein Hilfeersuchen an die Vereinigten Staaten für den Transport von 700 niederländischen Soldaten vom Korps Mariniers. Die USA nahmen das Hilfeersuchen in Erwägung, bevor jedoch eine Entscheidung getroffen wurde, zog die niederländische Regierung ihr Ersuchen wieder zurück.

## Die 1990er Jahre
Im November 1987 wurden nach der Einführung der neuen Verfassung Wahlen abgehalten, in denen die von drei Parteien gebildete Anti-Bouterse-Koalition Front für Demokratie und Entwicklung 40 von 51 Sitzen gewann; die niederländischen Hilfszahlungen wurden im folgenden Jahr wieder aufgenommen. Bald jedoch entwickelten sich Spannungen zwischen Bouterse und dem Präsidenten Ramsewak Shankar. In der Folge wurde Shankar am 24. Dezember 1990 in einem als Telefon-Putsch bekannten und von Bouterse angeführten Staatsstreich verdrängt. Ein militärgestütztes Regime wurde installiert; als Präsident wurde Johan Kraag von der NPS eingesetzt.
Am 25. Mai 1991 wurden erneut Wahlen abgehalten. Ronald Venetiaans Nieuw Front, eine neue Koalition (die drei Koalitionsparteien der alten Front kombiniert mit der Surinamischen Arbeitspartei) gewann 30 Sitze, Bouterses NDP erreichte 12 und die Democratisch Alternatief '91 (eine multi-ethnische Partei, die für engere Verbindungen mit den Niederlanden eintritt) errang derer 9. 30 Sitze waren nicht genug, um den Präsidenten zu stellen; also wurde eine Parlamentswahl organisiert, die von Venetiaan gewonnen wurde. Im August 1992 brachte ein Vertrag, der mit dem Jungle Commando unterzeichnet wurde, den Frieden, im selben Jahr wurde der NMR aufgelöst.
Währenddessen kamen ernste Schwierigkeiten auf die Wirtschaft Surinames zu, die von einem Fall der Aluminiumpreise auf dem Weltmarkt, Sabotageakten durch Rebellen, der Einstellung der Entwicklungshilfe und großen Defiziten verschuldet wurden. Ein Programm zur Anpassung der Strukturen (SAP) wurde 1992 aufgenommen, gefolgt vom mehrjährigen Entwicklungsprogramm von 1994. Trotz einer Importbeschränkung verbesserte sich die Situation nicht merklich. Diese Tatsache und eine Reihe von Korruptionsskandalen führte zu einem deutlichen Abschwung der Beliebtheit von Venetiaans New Front.
Dennoch gewann die Nieuw Front die am 23. Mai 1996 abgehaltenen Wahlen, wenn auch nur mit einer kleinen Mehrheit. Wie im Jahr 1991 genügte das nicht, um Venetiaan zum Präsidenten zu machen. Viele Mitglieder der Nieuw Front wechselten zur NDP und anderen Parteien. Die folgende Geheimwahl sicherte die Präsidentschaft für Jules Wijdenbosch, einem früheren Vizepräsident in der Bouterse-Ära, der sich daran machte, eine Koalition aus der NDP und fünf anderen Parteien zu schmieden. Bouterse wurde 1997 untergebracht, als der Posten des Staatskanzlers für ihn geschaffen wurde. Wijdenbosch entließ ihn dennoch im April 1999. Währenddessen verurteilte die niederländische Justiz Bouterse in Abwesenheit zu einer mehrjährigen Gefängnisstrafe wegen illegalen Drogenhandels. Sein Sohn, Dino Bouterse, wurde 2005 mit einer ähnlichen Anklage verurteilt.

## Ab 2000
Wegen der mangelnden Verbesserung der Wirtschaftsprobleme durch die Regierung kam es 1999 zu umfassenden Streiks, während dessen die Streikenden nach vorgezogenen Wahlen verlangten. Daraus resultierte der Zusammenbruch der Koalition Wijdenboschs, und er verlor ein Vertrauensvotum im Juni 1999. Die Wahlen, angesetzt für 2001, wurden auf den 25. Mai 2000 vorgezogen. Die Unterstützung für Wijdenbosch sank auf 9 % der Stimmen, Venetiaan gewann deren 47 %. Die Beziehungen zu den Niederlanden verbesserten sich, als Venetiaan die Amtsgeschäfte übernahm. Währenddessen verschlechterten sich die Beziehungen zwischen Suriname und Guyana über einen Streit über die Seegrenzen der Länder. Es wird vermutet, dass das Gebiet reich an Öl sein könnte.
Im August 2001 ermöglichten die Niederländer Suriname die Aufnahme eines Zehnjahreskredits über 137,7 Millionen Euro von der Niederländischen Entwicklungsbank (NTO). 32 Millionen US-Dollar des Kredits wurden genutzt, um Auslandskredite abzubezahlen, die unter ungünstigen Konditionen in der Wijdenbosch-Amtszeit aufgenommen worden waren. Die übrigen 93 Millionen wurden benutzt, um der Zentralbank von Suriname Schulden zurückzuzahlen. Das wiederum ermöglichte dieser, ihre internationale Position zu stärken. Um der Wirtschaft noch weiter zu helfen, wurde der Gulden 2004 durch den surinamischen Dollar ersetzt.
Bei den Wahlen im Mai 2005 siegte Venetiaan ein weiteres Mal. Bei den Wahlen im Jahre 2010, als Desi Bouterse am 19. Juli vom Parlament zum neuen Präsidenten von Suriname gewählt wurde, wurde jedoch deutlich, dass einige der alten Militärs immer noch Einfluss auf die Politik und den Alltag des Landes haben. Die gemeinnützige, nichtstaatliche Organisation Center for a Secure Free Society (SFS) nennt Suriname in einem im März 2017 veröffentlichten Bericht einen „kriminellen Staat“.

## Die wichtigsten Parteien Surinames
| Name (Abkürzung)                                 | Politische Richtung     | Gründung |
| ------------------------------------------------ | ----------------------- | -------- |
| Nationale Partij Suriname (NPS)                  | kreolische Demokraten   | 1946     |
| Kaum Tani Persatuan Indonesia (KTPI)             | indonesische Demokraten | 1947     |
| Verenigde Hervormings Partij (VHP)               | linksgerichtete Inder   | 1949     |
| Partij Nationalistische Republiek (PNR)          | nationalistisch         | 1963     |
| Nationale Democratische Partij (NDP)             | nationaldemokratisch    | 1987     |
| Nieuw Front (NF)                                 | linksdemokratisch       | 1987     |
| Democratisch Alternatief '91 (DA '91)            | sozialdemokratisch      | 1991     |
| Basispartij Voor Vernieuwing en Democratie (BVD) | basisdemokratisch       | k. A.    |